# Катерина Брауншвейг-Вольфенбюттельська (1488—1563)
Катерина Брауншвейг-Вольфенбюттельська (нім. Katharina von Braunschweig-Wolfenbüttel, 1488 — 29 червня 1563) — принцеса Брауншвейг-Вольфенбюттельська з дому Вельфів, донька герцога Брауншвег-Люнебургу князя Брауншвейг-Вольфенбюттелю Генріха IV та померанської принцеси Катерини, дружина герцога Саксен-Лауенбургу Магнуса I.

## Біографія
Народилась у 1488 році. Була другою дитиною та старшою донькою в родині принца Брауншвейг-Вольфенбюттельського Генріха та його дружини Катерини Померанської. Мала старшого брата Крістофа та сімох молодших суродженців. Вольфенбюттелем в цей час правив її дід Вільгельм IV.
У 1491 році батько та його брат Еріх стали фактичними правителями держави, а у 1494 році — розділили землі між собою. Генріх отримав східну частину країни з містами Брауншвейг і Вольфенбюттель.
У 21-річному віці Катерина була видана заміж за 39-річного герцога Саксен-Лауенбургу Магнуса I. Весілля відбулося 17—20 листопада 1509 у Вольфенбюттелі. Аби зібрати посаг для доньки Генріх IV скликав ландтаг для ухвалення введення податку для принцеси. Лише після тривалих перемовин ландтаг надав три земельні володіння для даної мети.
Резиденціями подружжя були замки у Лауенбурзі та Рацебурзі. У них народилося шестеро дітей. 

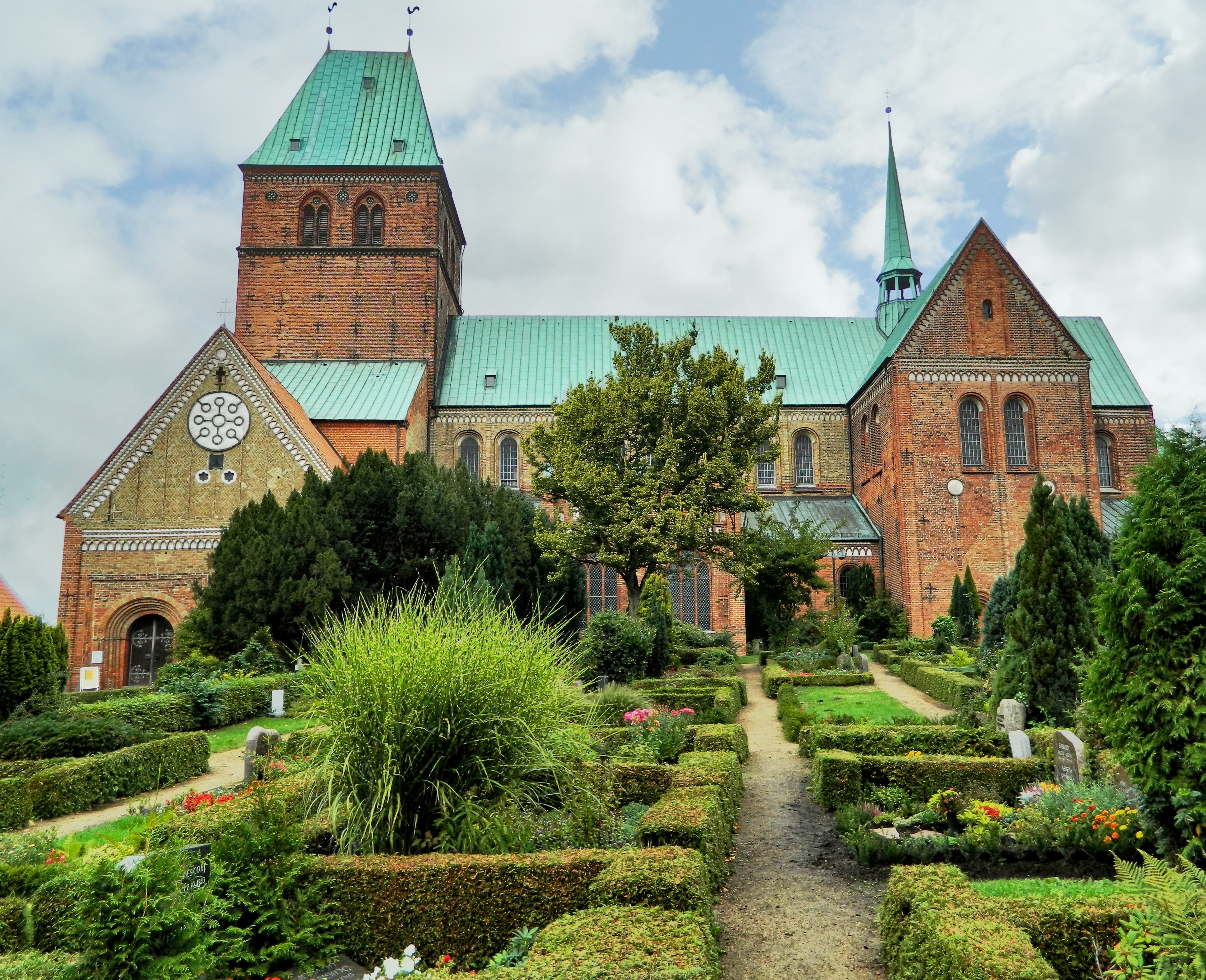
Рацебурзький собор

Катерина була палкою католичкою та підтримувала тісні зв'язки з родичами у Брауншвейзі. Це спонукало короля Швеції Густава I Вазу одружитися з однією з її доньок в спробі перешкодити німецьким князям-католикам підтримувати короля Данії Крістіана II.
Магнус І помер 1 серпня 1543 року. Удовиною резиденцією Катерини став замок у Нойгаусі-на-Ельбі. Їхній син Франц, який очолив Саксен-Лауенбург, часто навідував матір.
Герцогиня була енергійною жінкою, яка відстоювала свої права та відмовлялася миритися з посяганнями влади сусіднього Люнебургу. Втім, із занепадом Лауенбургу змінилися і відносини з сусідами. Почастішали всілякі напади на лауенбуржців, села Нассау та Банке відмовилися платити десятину, відбулося навіть повстання селян у Штрахау. Скарги та суперечки почастішали настільки, що уряди обох сторін встановили «день» для їх врегулювання. У 1558 році Катерина та герцог Франц І уповноважили Германа фон Бюлова, Ульріха Шаде та Йоганна Шульце представляти їх у справі проти Брауншвейг-Люнебургу.
Герцогиня пережила чоловіка на двадцять років і пішла з життя 29 червня 1563. Була похована у крипті Рацебурзького собору.

## Родина
Чоловік —  Магнус I, герцог Саксен-Лауенбурзький
Діти:
- Франц (1510–1581) — герцог Саксен-Лауенбургу у 1543–1581 роках, був одруженим із саксонською принцесою Сибіллою, мав дев'ятеро дітей;
- Доротея (1511–1571) — дружина короля Данії та Норвегії Кристіана III, мала п'ятеро дітей;
- Катерина (1513–1535) — дружина короля Швеції Густава І, мала єдиного сина;
- Клара (1518–1576) — дружина герцога Гіфгорну Франца, мала двох доньок;
- Софія (1521–1571) — дружина графа Ольденбургу та Дельменгорсту Антона I, мала шестеро дітей;
- Урсула (1523–1577) — дружина герцога Мекленбург-Шверіну Генріха V, дітей не мала.